# Правовий статус Німеччини
Правовий статус Німеччини стосується питання припинення, чи інакше, існування німецької національної держави (тобто Німецької Рейху, створеного у 1871 році після об'єднання) після зростання і падіння нацистської Німеччини та конституційної перерви внаслідок військової окупації Німеччини чотирма союзними державами з 1945 по 1949 рік. Це питання стало актуальним знову, коли Німецька Демократична Республіка (Східна Німеччина) приєдналася до Федеративної Республіки Німеччина (Західна Німеччина) у 1990 році.

## Огляд
Після Другої світової війни визначення правового статусу стало актуальним, наприклад, для вирішення питання про те, чи буде пост-1949 Федеративна Республіка Німеччина (Західна Німеччина) наступною державою передвоєнного Німецького Рейху - з усіма наслідками (тоді ще не закріпленими в законах) правоприйняття держави, такими як продовження договорів, чи, згідно з міжнародним правом, вона буде тотожньою з попереднім Німецьким Рейхом. Крім того, визначення повноважень, наприклад, для підтвердження або відмови в територіальних претензіях, особливо стосовно колишніх східних територій, залежало від цього визначення правового статусу.
Потсдамська угода 1945 року вказувала, що повний мирний договір, що завершує Другу світову війну, включаючи точне визначення післявоєнних кордонів Німеччини, повинен бути "прийнятий Урядом Німеччини, коли буде створено уряд, відповідний для цієї мети". Федеративна Республіка завжди стверджувала, що ніякого такого уряду не можна вважати створеним, доки народи Східної і Західної Німеччини не будуть об'єднані в рамках вільної демократичної держави; проте в Західній Німеччині існував ряд різних думок щодо того, чи може єдина держава, що складається з населення Західної Німеччини, Східної Німеччини і Берліна, представляти весь німецький народ з цією метою. Ключове питання полягало в тому, чи Німеччина, яка залишалася обмеженою сходом лінією Одер-Неіссе, могла б діяти як 'об'єднана Німеччина' у підписанні мирного договору без обмежень.
Пов'язане питання виникло з Основного Закону для Федеративної Республіки Німеччина (Grundgesetz). Сам Основний Закон базувався на продовженні існування німецької держави в цілому. Прийнятий Західною Німеччиною в 1949 році як тимчасова конституція, преамбула чітко передбачала майбутню вільну і об'єднану німецьку державу; "Запрошується весь німецький народ здійснити, завдяки вільному самовизначенню, єдність та свободу Німеччини". Основний Закон теоретично передбачав два шляхи для створення відродженої і об'єднаної німецької держави; або за статтею 23, згідно з якою 'інші частини Німеччини', крім визначених штатів Федеративної Республіки (Bundesland), могли б подавати заявки на прийняття; або за статтею 146, де влада-конституент (pouvoir constituant) могла б використовуватися обраними представниками всього німецького народу для створення нової постійної конституції, яка замінила б Основний Закон. Прийняття конституції за статтею 146 підтверджувало б, що юридична валідність об'єднаної німецької держави базувалася б на "вільному рішенні всього німецького народу".
Після капітуляції Верховного Головнокомандування Німеччини в травні 1945 року в Німеччині не існувало ефективного національного уряду; всі національні військові та цивільні органи влади тому використовувалися чотирма союзницькими державами. Союзники стверджували, що колишній німецький Рейх фактично більше не існує; отже, як "найвища влада" в Німеччині, вони мали право припускати всі суверенні права без обмеження обсягу чи тривалості і могли законно накладати будь-які заходи на німецький народ на національній території, так само, як будь-який уряд може це робити на своїй власній нації, включаючи законну передачу частини території та населення іншій країні. Вони також стверджували, що міжнародні конвенції, які обмежують права окупаційних влад у час війни щодо введення фундаментальних змін у систему уряду, економічну систему чи соціальні установи на контрольованій ними території - як це зазначено в Четвертій женевській конвенції - не застосовувалися і не могли застосовуватися, оскільки припинення існування нацистської Німеччини та повна денацифікація німецьких установ і правових структур були прийняті союзниками як абсолютні моральні імперативи. Отже, Потсдамська угода передбачала, що після завершення Другої світової війни від завалин війни вийде самостійна держава, яка охопить "цілу Німеччину", об'єднає Берлін і чотири контрольні зони союзників; але ця держава буде здобувати свій суверенітет виключно від того, який на той час вже припускався союзниками, і її конституція вимагатиме схвалення всіх союзників через Раду міністрів закордонних справ.
З 1950-х років, однак, в Німеччині сформувалася альтернативна точка зору, розвинута школою німецьких юридичних вчених. Вони вважали, що союзники прийняли під свій пиль ідентифікацію німецької суверенності, оскільки колишня німецька держава була позбавлена можливості діяти. Тому, коли вільно створений німецький уряд з'явився у формі Федеративної Республіки, він відновив би ідентичність і юридичний статус колишнього німецького Рейху без необхідності офіційного передачі суверенітету від інститутів Альянсу Контрольної Ради (який, до речі, вже був неактивним).

## Німеччина як «національний народ»; проти Німеччини як «державної території»
Під час Об'єднання Німеччини в 1871 році Рейх був конституційно створений як федерація монархій, кожна з яких вступила до федерації з визначеною територією. Тому одиничний націоналізм "німецького Рейху" спочатку був визначений (у статті 1 Конституції 1871 року) в територіальних термінах, як землі в межах колишніх королівств та монархій, які утворювали цей підмножину німецьких монархій.
Це географічне розуміння німецької держави поступово вийшло з ужитку в період до Першої світової війни внаслідок розуміння Німеччини як єдиної національної держави, ідентифікованої з німецьким національним народом на основі принципу юс сангуініс і риторики "суверенітету нації" у Конституції Франкфурту. Проте багато етнічних німців (як, наприклад, німці мовних округів Швейцарії та Австрії) залишалися поза національним народом, який складав Німецьку імперію 1871 року. Крім того, імперія 1871 року включала великі території (наприклад, Познань) з переважно німецькомовними населеннями. Цей перехід був офіційно врегульований в Конституції Веймарської республіки, де стаття 1 визначає Рейх як державу, яка отримує свою владу від німецького національного народу, а стаття 2 визначає територію держави в межах Рейху як ті території, які на час прийняття конституції перебували під владою німецької держави.
Ідентичність німецької держави і німецького народу працювала в обидва способи: інституції німецької держави отримували свою законність від німецького народу, і німецький народ отримував свою внутрішню ідентичність і патріотичні обов'язки від того, що він був колективно утвореним як орган і інституція німецького Рейху. Після Другої світової війни термін "німецький Рейх" вийшов з ужитку в конституційних формулюваннях, і його замінив термін "нація в цілому", що застосовується для позначення держави в цілому національного народу німців, а також термін "Німеччина в цілому", що використовується для позначення держави в цілому національної території німців.
Проте залишається основним для німецького конституційного розуміння те, що правовий статус Німеччини є функцією об'єднаного німецького народу і не обмежується кордонами територій, які підпадають під юрисдикцію німецької держави в будь-який момент часу.

## Капітуляція Вермахту

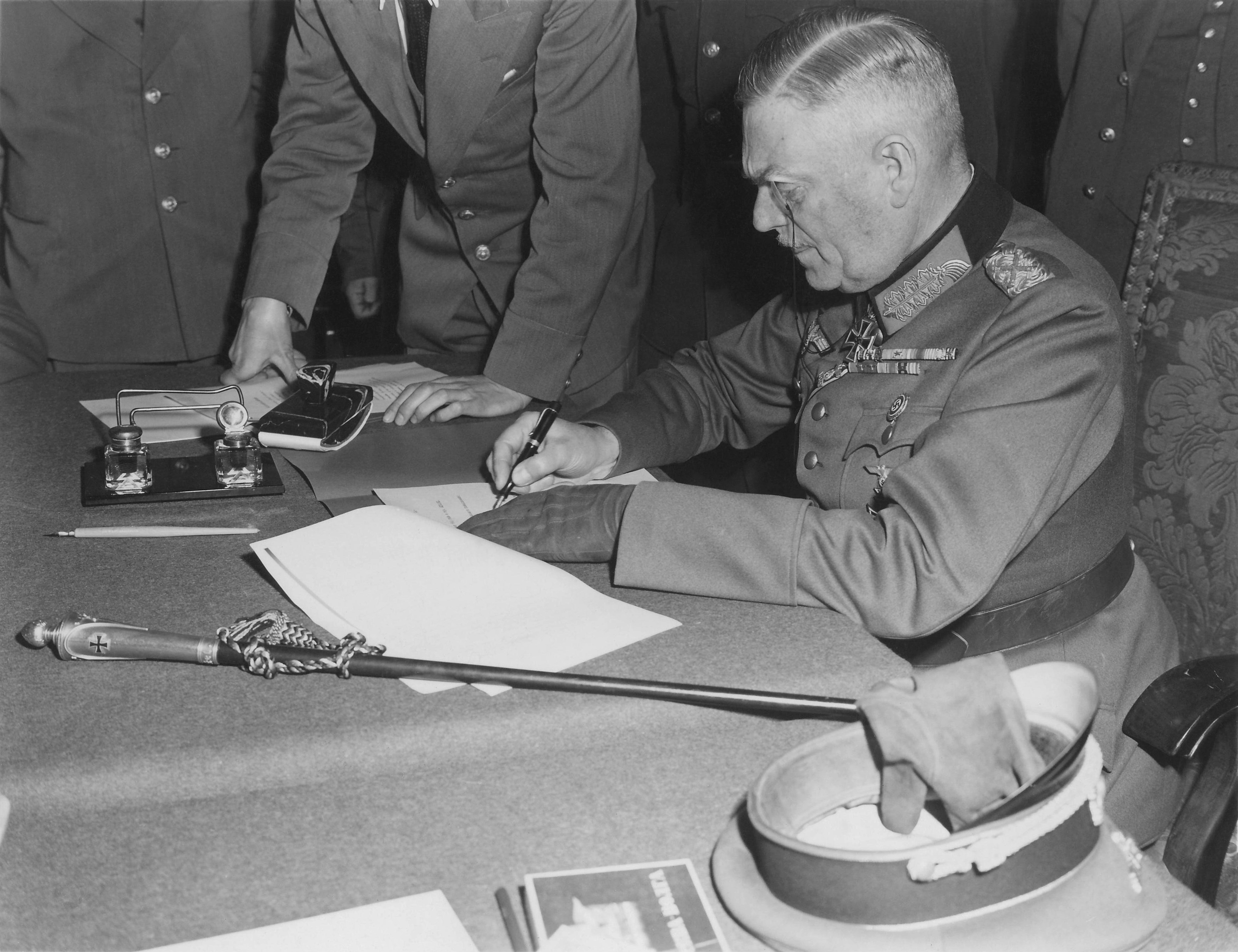
Генерал-фельдмаршал Вільгельм Кейтель підписує акт про капітуляцію в Берліні

Після приходу до влади нацистської партії в 1933 році державна влада ставала все більше персоніфікованою в особі канцлера Рейха (Reichskanzler) Адольфа Гітлера, який після смерті президента Рейха Пауля фон Гінденбурга 2 серпня 1934 року одночасно виконував обов'язки глави уряду і глави держави (званий Фюрером і Рейхсканцлером). Крім того, до заключних місяців війни функції уряду на всіх рівнях в Німеччині були асимільовані в апараті нацистської партії. Після самогубства Гітлера 30 квітня 1945 року, наступний режим, призначений в його політичному завіту, відстав під час засідання кабінету 2 травня. Великий адмірал Карл Дьоніц, призначений президентом Рейха в завіті Гітлера, поклав завдання формування політичного уряду на плечі голови міністрів Луца Графа Шверіна фон Кросігка; проте уряд Фленсбурга, утворений в результаті цього, фактично не мав централізованої державної влади в Німеччині, і його не визнав жодний із правительств стрічок, альянсів або нейтральних країн.
Ці події передували безумовній капітуляції німецьких збройних сил (Вермахту), підписаної визначеними представниками трьох німецьких військових служб та військового вищого командування (Oberkommando der Wehrmacht) в Берліні-Карлсхорсті; оскільки це була виключно військова капітуляція, вона не могла мати жодних прямих наслідків для правового статусу цивільної влади німецького Рейху. Проте капітуляція всієї залишкової військової влади підтвердила для союзних сил загальне юридичне знищення колишньої німецької держави згідно з Берлінською Декларацією після: "Таким чином була здійснена безумовна капітуляція Німеччини...". Пізніше історики розглядали 8 травня 1945 року як дату, коли нацистська Німеччина припинила існувати.
З 30 квітня Державний департамент США активно тиснув на всі нейтральні країни, які підтримували дипломатичні відносини з Німеччиною, щоб підготувалися закрити посольства Німеччини та передали їх архіви та документи посольствам заходних союзників; деякі зробили це навіть до 8 травня. Однак оскільки військова капітуляція високого командування Німеччини розглядалася як юридичне знищення німецької держави і припинення усієї влади держави з боку союзників, всі залишаються посольства в нейтральних країнах одразу отримали вказівку від заходних союзників закрити, викликати свій дипломатичний персонал та передати свої записи до одного з посольств заходних союзників. Усі нейтральні країни, які були визначені захисними державами стосовно Німеччини та її союзників згідно з Женевськими конвенціями, були повідомлені, що ця функція тепер була припинена, і Держдепартаментом США було запитано передати всі записи посольств та майно німецької держави, яке перебувало під їхнім захистом, заходним союзникам. Усі захисні держави повністю виконали вимоги союзників, формально припинивши дипломатичні відносини; отже, 8 травня 1945 року, в день капітуляції всіх залишаються військ Німеччини, німецька держава припинила існування як дипломатична сутність.

23 травня союзники закрили уряд у Фленсбурзі та заарештували його членів. Це офіційно визначило юридичну порожнечу, яка була заповнена лише 5 червня, коли начальники збройних сил чотирьох союзників оголосили в Берлінському заяві про прийняття "найвищої влади" в Німеччині: союзники не лише взяли контроль над урядом, але й тепер припустили всі повноваження та юридичну владу німецької держави в цілому. Явно було заявлено, що це не вплине на анексію Німеччини, хоча чотири держави підтвердили свою владу як єдині репозитарії державної влади Німеччини для визначення майбутніх кордонів території Німеччини:
«У Німеччині немає центрального уряду чи влади, здатної взяти на себе відповідальність за підтримання порядку, управління країною та дотримання вимог держав-переможниць. Таким чином було здійснено беззастережну капітуляцію Німеччини, і Німеччина стала підпорядкованою таким вимогам, які можуть бути накладені на неї зараз або в майбутньому».
[...]
"Уряди Сполучених Штатів Америки, Союзу Радянських Соціалістичних Республік та Об'єднаного Королівства і Уряд Тимчасового уряду Французької Республіки тут припускають найвищу владу щодо Німеччини, включаючи всі повноваження, якими володів уряд Німеччини, Верховне командування та будь-який державний, муніципальний або місцевий уряд чи влада. Припущення вказаної влади та повноважень з метою, зазначеною вище, не впливає на анексію Німеччини.

Уряди Сполучених Штатів Америки, Союзу Радянських Соціалістичних Республік та Об'єднаного Королівства і Уряд Тимчасового уряду Французької Республіки надалі визначатимуть кордони Німеччини або будь-якої її частини та статус Німеччини або будь-якої області, яка в даний момент є частиною німецької території."

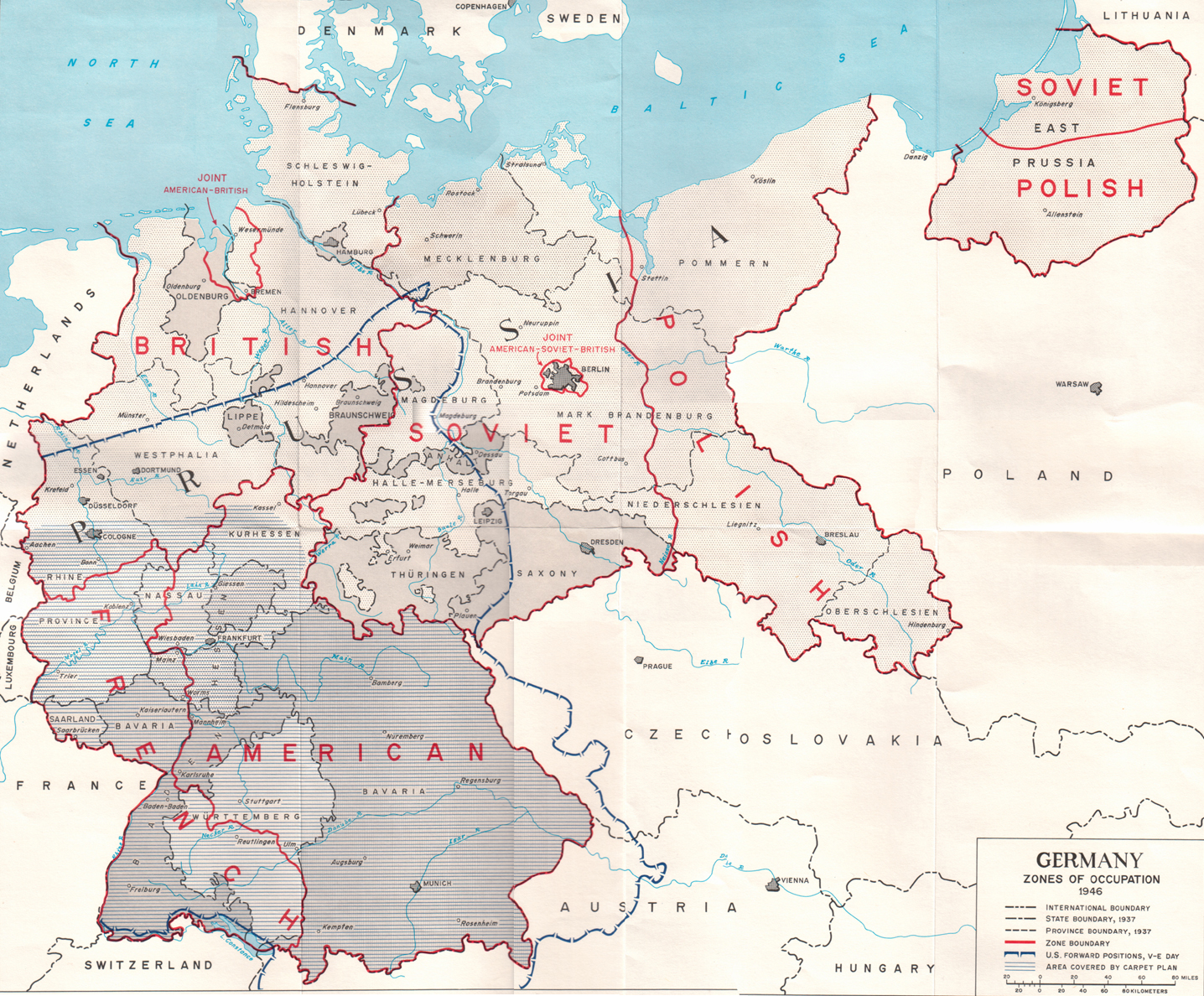
Окупована Німеччиною в межах 1937 року

Діяльність державних органів відтоді здійснювалася Радою контролю Союзу Радянських Соціалістичних Республік, до її фактичної призупинення у 1948 році. Усі міжнародні договори, стороною в яких була Німецька Рейх, були відмовлені від Німеччини з 1945 року (за винятком окремих угод про продовження, які були укладені через Раду контролю). Міжнародне визнання було результатом переможних сил окупації, і нейтральні країни були запрошені визнати Раду контролю Союзу Радянських Соціалістичних Республік як єдиний суверенний орган в Німеччині. Проте німецьке громадянство продовжувало визнаватися, і німецька національна територія вважалася існуючою. Відповідно до легітимності, заявленої в Берлінській декларації, переможні сили на Потсдамській конференції передали східні території колишнього Німецького Рейху під адміністрацію Польщі та Союзу Радянських Соціалістичних Республік до остаточного укладення мирної угоди. Залишок німецької території було поділено на чотири окупаційні зони, які разом із спільною окупаційною зоною столиці Берліна складали послюжне "всю Німеччину" після війни, і підпадали під адміністрацію союзницького командування (Альєанський командат [де]), яке в свою чергу підпорядковувалося Раді контролю Союзу Радянських Соціалістичних Республік. Заходний кордон Польщі, в очікуванні точної визначеності на майбутній мирній конференції, було встановлено на лінії Одер-Нойссе; всі території на сході виключалися із радянської зони окупації, і, отже, із "всієї Німеччини".
"З метою окупації Німеччина буде поділена на три зони в її кордоні з 31 грудня 1937 року, до кожної з яких буде призначена одна з трьох держав, а також спеціальна зона для Берліна, яка керується спільною окупацією трьох держав" (Лондонський Протокол від 12 грудня 1944 року; розширення на Францію відбулося лише після Ялтинської конференції в лютому 1945 року).
Тим часом розпочався базовий відновлення публічної адміністрації в Німеччині. Муніципальні установи (Gemeinden) фактично працювали майже безперервно, і до 1946 року в усіх окупаційних зонах відбулись місцеві вибори. Федеральні землі Німеччини, які розташовані в окупаційних зонах західних союзників, знову отримали уряди штатів між травнем 1945 та липнем 1947 року. Крім того, були обрані земельні асамблеї, які мали конституційну повноваження, і з 1946 року в більшості випадків вони набули чинності після референдумів.

## Воєнний стан
Зупинення бойових дій між Сполученими Штатами та Німеччиною було оголошено 13 грудня 1946 року президентом Сполучених Штатів Гаррі Труманом. Проте закінчення стану війни з Німеччиною не було підтверджено Конгресом США аж до 19 жовтня 1951 року, після запиту президента Трумана від 9 липня. Таким чином, німецькі цивільні населення юридично продовжували вважатися ворожими громадянами протягом довгого часу. Цей стан справ призводив до деяких особливих наслідків, наприклад, шлюби між білими військовослужбовцями США та білими німецькими жінками не були дозволені аж до грудня 1946 року. (Армія США тоді ще забороняла міжрасові шлюби, тому чорні військовослужбовці повинні були чекати до 1948 року.) У січні 1946 року Шведський Червоний Хрест отримав дозвіл відправляти їжу до Німеччини, проте раніше спроби гуманітарних організацій відправити їжу були заблоковані Міністерством фінансів США в рамках Закону про торгівлю з ворогом 1917 року, і військовослужбовцям США було наказано не ділитися їжею з німецькими цивільними населеннями.
В Угоді Петерсбергу від 22 листопада 1949 року відзначалося, що західні німецькі влади бажають закінчити стан війни, але запит не міг бути задоволений. Стан війни США з Німеччиною зберігався з юридичних причин, і хоча він трохи полегшився, він не був припинений, оскільки "США хочуть залишити юридичну підставу для розміщення військових сил США в Західній Німеччині". На зустрічі міністрів закордонних справ Франції, Великої Британії та Сполучених Штатів у Нью-Йорку з 12 вересня по 19 грудня 1950 року, зокрема, для зміцнення позиції Західної Німеччини в холодній війні було зазначено, що західні союзники "визначать законодавчими засобами стан війни з Німеччиною". Протягом 1951 року багато колишніх заходних союзників завершили свій стан війни з Німеччиною: Австралія (9 липня), Канада, Італія, Нова Зеландія, Нідерланди (26 липня), Південна Африка та Велика Британія (9 липня). Стан війни між Німеччиною та Радянським Союзом був закінчений на початку 1955 року. Суверенітет Федеративної Республіки Німеччина був наданий 5 травня 1955 року завершенням формальної військової окупації її території. Однак були збережені спеціальні права, зокрема щодо Західного Берліна, якому не було дозволено офіційно стати частиною Федеративної Республіки. Військова присутність також зберігалася до повної реалізації Угоди про остаточний врегулювання відносин з Німеччиною (відомої як Дванадцять плюс чотири Угода), підписаної в 1990 році, в 1994 році.
Under the terms of that treaty, the Four Powers renounced all rights they formerly held in Germany, including Berlin. As a result, Germany became fully sovereign on March 15, 1991.

### Стаття ООН про ворожу державу
Після приєднання Німеччини до Організації Об'єднаних Націй виникло розбіжність в питанні того, чи діє статті 53 і 107 Статуту ООН, які визначали Німеччину як "ворожу державу". Проте ці статті стали неактуальними, коли Чотири Сили відмовилися від своїх спеціальних прав у 1990 році. Їх формально визнали за застарілими резолюцією Генеральної Асамблеї ООН в 1995 році.

## Західна і Східна Німеччина
Згідно з Потсдамською угодою, три Співдружні сили - Сполучені Штати, Сполучене Королівство і Радянський Союз - домовилися, що остаточна угода про мир має зачекати на відновлення німецького уряду, придатного для укладення мирних умов, адже поки це не сталося, планувалося, що Альянсова Контрольна Рада здійснюватиме всю суверенну владу в Німеччині, а Рада Міністрів закордонних справ буде вести нагляд за створенням нових інститутів німецької держави. Францію запрошували до обох організацій (навіть якщо де Голль не був запрошений до Потсдаму і відмовився бути зв'язаним будь-якими угодами, укладеними там). Проте Франція з самого початку прийняла політику перешкоджання будь-яким спільним діям Співдружніх сил, які можуть призвести до відновлення Німеччини як єдиної єдиної держави. Тому встановлення формальних інститутів або агентств, які можуть з часом відновити єднану німецьку суверенність, спочатку стало на перешкоді через французькі заперечення.
Пізніше, з розвитком протистоянь холодної війни, ті ж інституції були майже анульовані через суперечки між заходними союзниками і Радянським Союзом. Сполучені Штати та Сполучене Королівство прийшли до думки, що єдина німецька держава частково під підпорядкуванням Радянському Союзу не може бути допущена до створення, доки радянський блок залишається в східній Європі. Тож три західні союзники вирішили створити Західнонімецьку федерацію, яка складалася з територій їхніх трьох зон окупації. Це було створено 23 травня 1949 року з проголошенням Основного Закону, прийнятого Парламентською Радою та схваленого західними окупаційними силами. Федеративна Республіка, створена Основним Законом, була наділена повноваженням відповідати на федеральні вибори, які відбулися 14 серпня, конституційне засідання Бундестагу 7 вересня, інвеституру першого федерального президента Теодора Гойса 13 вересня, призначення Конрада Аденауера першим федеральним канцлером 15 вересня та прийняття федерального уряду 20 вересня 1949 року. Натомість 7 жовтня Радянська військова адміністрація створила парламент Народної палати (Volkskammer) на радянській зоні окупації та в Східному Берліні, який схвалив Конституцію Східної Німеччини, офіційно названу "Німецька Демократична Республіка" (ГДР). Рада міністрів ГДР розпочала свою діяльність 12 жовтня 1949 року.
10 квітня 1949 року західні союзники склали окупаційний статут і передали його Парламентській Раді. Офіційно оголошено 12 травня, він залишав декілька суверенних прав, таких як зовнішня політика та зовнішня торгівля, для трьох західних союзників. Зміни до західнонімецької конституції підлягали дозволу (західних) союзних влад, окремі закони могли бути відхилені, і в разі кризи військові губернатори могли б взяти на себе всю владу уряду. Ці обмеження мали бути реалізовані Вищим комісаріатом трьох західних союзників, створеним 20 червня, і стверджували, що вони виконують найвищу державну владу на території колишніх західних зон окупації. 22 листопада 1949 року канцлер Конрад Аденауер підписав Петерсберзьку угоду, в рамках якої визнавалося, що суверенітет Західної Німеччини залишався обмеженим. Однак Угода розширила права німецького уряду в порівнянні з повноваженнями, передбаченими в оригінальному варіанті Окупаційного статуту.
Загальною угодою 1955 року західні союзники визнали повну суверенітет Західної Німеччини. Однак у тому випадку, коли Вища комісія союзників діяла поза межами влади бездіяльної Вищої контрольної ради союзників, було дуже невизначено, яка, якщо взагалі, суверенна влада може бути вимогнута над Західною Німеччиною, або чи можна законно передавати будь-яку суверенну владу новому західнонімецькому уряду. З 1950-х років твердження, що існував один постійний німецький Рейх, статус якого був цілком недоторканий створеними союзниками, і що Федеративна Республіка є єдиним законним спадкоємцем цього Рейху, приймалося як самим урядом Федеративної Республіки, так і Федеральним конституційним судом. На цій підставі Федеративна Республіка претендувала на виключне представництво на всій території післявоєнної Німеччини.
Спочатку Конституція 1949 року Німецької Демократичної Республіки прийняла версію цього твердження, що створена з урахуванням майбутньої загальнонімецької конституції за власними політичними умовами, але всі посилання на ширший національний німецький народ були вилучені в конституційних поправках 1968 і 1974 років, і з того часу НДР стверджувала, що з 1949 року існували дві цілком різні суверенні німецькі держави. Західні союзники Федеративної Республіки підтримували її претензії частково, оскільки вони визнавали Федеративну Республіку єдиною законно організованою демократичною державою на колишній території Німеччини (під НДР розуміючи незаконно створену радянську лялькову державу), але вони не приймали аргументів щодо попереднього існуючого Рейху до 1945 року як його правомірного і 'метафізичного' існування в де юре в органах Федеративної Республіки.
Пізніше, в рамках Ostpolitik, Федеративна Республіка на початку 1970-х років намагалася завершити ворожі відносини з країнами Східного Блоку, в процесі якого у 1972 році вона уклала Основний Договір із НДР, визнаючи її однією з двох німецьких держав в одній німецькій нації, і відмовившись від будь-яких претензій на де юре суверенну юрисдикцію над частинами Німеччини в межах НДР. Договір було оскаржено перед Федеральним конституційним судом – через видимий суперечливий спір із понадумовами Основного закону щодо єдиної німецької держави – але суд визнав законність договору. Однак це рішення було дуже обмежене повторним твердженням, що німецький Рейх продовжував існувати як 'загальна держава' і обов'язок прагнення до майбутнього єдиної німецької єдності не може бути покинутий, навіть без будь-яких інституційних органів самого Рейху, які в даний час не могли діяти. Федеративна Республіка справді була ідентичною з Німецьким Рейхом; але це була 'часткова ідентичність', яка завершувалася на межах Федеративної Республіки і не поширювалася ретроспективно на період 1945–1949 років, до того як Федеративна Республіка стала існувати. Західні союзники використали це як сигнал для відмови від будь-якої підтримки колишніх претензій Федеративної Республіки на єдиний мандат для Німеччини, і в цей момент всі визнали НДР як окрему, суверенну державу і підтримали прийняття обох німецьких держав як членів Організації Об'єднаних Націй з рівним статусом.
У 1975 році обидві німецькі держави взяли участь у Гельсінському заключному акті, в рамках якого наявні післявоєнні кордони Європи, включаючи розділення Східної та Західної Німеччини та кордон між Східною Німеччиною і Польщею, були підтверджені як законні в міжнародному праві.

## Наступність німецьких державних інституцій і справа «державного службовця».
Ставлення Федерального конституційного суду до цього питання було вплинуте визнанням ним континуїтету Німецької імперії в межах Федеративної Республіки, що вважалося обмеженням сфери суверенітету післявоєнної Німеччини. Суд стверджував, що працівників державної служби, яких було виключено зі своїх посад в рамках процесу денацифікації, правомірно виключали зі списку можливих для переатестації на посаду, оскільки закони та політика Німецької імперії під час нацистського режиму вважалися недійсними.
Підхід Федерального конституційного суду в цьому питанні відрізнявся від підходу інших німецьких правних вчених і інституцій, які взяли більш лояльну позицію до повернення колишніх працівників державної служби періоду нацистського режиму до посад в післявоєнну німецьку державну службу. Це суперечка підкреслила складнощі, пов'язані з правовим статусом Німецької імперії та його впливом на різні післявоєнні політики та правові рішення в Німеччині.
Федеральний Конституційний Суд аргументував, що права на працевлаштування державних службовців повинні бути захищені як фундаментальний принцип німецької держави, навіть якщо ці права були серйозно порушені в епоху нацистського режиму. Суд вважав, що оскільки німецька держава продовжила існувати після 1945 року, зберігшись від нацизму, то також продовжували існувати права на працевлаштування її державних службовців, навіть попри їх тимчасове звільнення Окупаційними силами. Федеральний Конституційний Суд вказав на те, що при формальній капітуляції німецьких військ у 1945 році не було жодної аналогічної капітуляції громадянської держави Німеччини. Тому цю державу та її інституції можна було юридично розглядати як чекають на відновлення під Федеральною Республікою. Відмова від відновлення права працевлаштування державних службовців без судового визначення індивідуальної співучасті у незаконних діях нацистського режиму вважалася колективним покаранням і, отже, неконституційним. Ця точка зору підкреслює складнощі правового та політичного ландшафту Німеччини в післявоєнний період після Другої світової війни, особливо у вирішенні спадщини нацистського режиму та питань щодо продовження існування німецької держави.
У своєму рішенні 1953 року Федеральний Конституційний Суд (ФКС) категорично відкинув усі ці аргументи, аргументуючи, що всі службові комісії були припинені 8 травня 1945 року. За думкою ФКС, капітуляція 1945 року, а також захоплення влади націонал-соціалістичною партією, не було лише зміною юридичної форми держави (яка залишила б без змін юридичний статус цивільних службовців), але, скоріше, інституційна організація німецької громадянської держави вже перестала існувати після захоплення влади націонал-соціалістичною партією. Відтак, в 1945 році та протягом багатьох попередніх років не існувало справжньої рейхської державної служби, в яку можна було б працевлаштуватися. Та ж сама логіка застосовувалася до суддів та професорів університетів.
Весь апарат громадянської держави Німеччини, без винятку, за нацистського режиму був перетворений на "апарат влади на службі нацистської партії"; цей процес розпочався у 1933 році законом "про забезпечення єдності партії та держави", і його продовженням було поетапне включення або заміщення державних установами нацистською партією. Тому, коли нацистська партія була припинена, так само була припинена нацистська громадянська держава і всі посади в ній. Ні один аспект Rechtsstaat, чи громадянської держави під владою закону, не був здатний до збереження функціонування за умов нацистської влади; і жоден із них цього не зробив. Отже, будь-яка допомога, запропонована колишнім цивільним службовцям на підставі федерального закону після 1949 року була питанням парламентської ласки, а не основного права. Зокрема, ФКС зазначив, що всім державним службовцям, суддям та професорам університетів було вимушено складати Гітлерівську присягу, замінюючи колишню присягу на відстоювання конституції, як жорсткий умова для збереження роботи. Ті, хто складали присягу (навіть під примусом), були мовчазно співучасниками звільнення тих, хто відмовився від присяги.
Незважаючи на те, що юридична особистість Німецької імперії вважалася вижившою у федеральній республіці, всі органи та установи Імперії давно були припинені діями нацистського режиму, і їх послідовники, створені після 1949 року, ні в якому разі не були їх правопреемниками. Весь федеральний апарат Німеччини був новонародженим, "перебудованим з нуля" з 1949 року.
Це призвело до висновку, що нацистська цивільна держава повинна розглядатися як "злочинна держава" (Verbrecherstaat), злочинна організація, що виглядає як держава. Її судді не були суддями, її професори не були професорами, і її державні службовці не були державними службовцями. У цьому відношенні Федеральний конституційний суд підтримував абсолютну різницю в юридичному статусі цивільної та військової влади під час нацистського режиму; військова організація німецького народу як нації під зброєю була цілком відмінною від цивільної організації німецького народу як держави під владою права. Незважаючи на те, що всі члени збройних сил також повинні були присягнути власну версію Гітлерової присяги, їх військовий статус як німецьких солдатів, моряків і льотчиків залишався чинним до 8 травня 1945 року.

## Возз'єднання Німеччини
Падіння Німецької Демократичної Республіки у 1989 році зробило об'єднання Німеччини неуникненим, але це породило питання про те, наскільки далеко слід вважати дії і закони колишньої НДР до 1989 року діями законної німецької суверенної держави.
Деякі вчені аргументували за відродження теорії, що суверенітет колишнього Рейху до 1945 року існував і продовжував існувати; з Федеральною Республікою після 1949 року як її єдиною тимчасовою представницею (навіть якщо тільки в межах Західної Німеччини). Це призвело до необхідності нової все-німецької конституції, яка б голосувалася в єдиної нації відповідно до статті 146 Основного закону як наступницької Федеральної Республіки, що підтверджувало можливість анулювання дій колишньої НДР. У результаті об'єднання в 1990 році було ініційовано за допомогою швидкої процедури статті 23, за якою існуючі німецькі штати могли оголосити про своє приєднання до Основного закону Федеральної Республіки через рішення вільних представницьких демократичних установ. Цей процес неявно підтвердив як продовжуються суверенний статус Федеральної Республіки за Основним Законом, так і фактичну та юридичну можливість політичних установ колишньої Східної Німеччини, як у оголошенні приєднання до Основного Закону, так і раніше в уряді над населенням та представництво його в міжнародному праві; з урахуванням значних обмежень після 1990 року, коли колишню НДР кваліфікували як "несправедливу державу", населення якої має право на компенсацію (і може підпадати під покарання) за дії до 1990 року, які були несумісними з принципами прав людини, так як вони були введені в правові акти Східної Німеччини.
Об'єднання згідно зі статтею 146 вимагало б тривалих переговорів, які відкрили б болючі питання в Західній Німеччині. Навіть без цього на увазі, Східна Німеччина перебувала в стані практичної економічної та політичної катастрофи. На відміну від цього, об'єднання згідно зі статтею 23 можна було завершити всього за шість місяців.
Таким чином, коли обидві Німеччини погодилися щодо невідкладного злиття своїх економік в травні 1990 року, вони також домовилися про об'єднання через швидший шлях статті 23. 23 серпня 1990 року Волькскаммер ГДР оголосив про приєднання Східної Німеччини до Федеративної Республіки згідно зі статтею 23 Основного закону та ініціював процес об'єднання, який мав набути чинності 3 жовтня 1990 року. Проте сам акт об'єднання (з урахуванням його багатьох конкретних умов і положень, включаючи фундаментальні поправки до Основного закону) був здійснений конституційно за допомогою подальшого Договору про об'єднання від 31 серпня 1990 року; іншими словами, це було здійснено завершальною угодою між колишньою ГДР та Федеративною Республікою, які тепер визнають один одного окремими суверенними державами в міжнародному праві. Договір було затверджено 20 вересня 1990 року Волькскаммер і Бундестаг, згідно з конституційно обов'язковими двотретинними більшостями, що призвели до зникнення ГДР з одного боку, і згоди на внесені поправки до Основного закону Федеративної Республіки, з іншого боку.
За цими умовами Німецька Демократична Республіка припинила існування з початку 3 жовтня за середньоєвропейським часом, і п'ять недавно відновлених штатів на її території приєдналися до Федеративної Республіки. Східний і Західний Берлін об'єднались в одну міську державу, яка стала столицею розширеної Федеративної Республіки. Цей процес не створив третю державу з двох. Замість цього Західна Німеччина фактично поглинула Східну Німеччину, і область, де діяв Основний закон, була розширена на територію колишньої ГДР. Таким чином, розширена Федеративна Республіка продовжувала існувати під тим самим юридичним статусом, як стара Західна Німеччина.
Незважаючи на те, що НДР офіційно оголосила про своє приєднання до Федеративної Республіки за статтею 23 Основного Закону, це не означало її прийняття Основного Закону в тому вигляді, в якому він тоді існував. Спричинені цим зміни мали наслідком видалення всіх тих пунктів, які раніше підтримували ідентичність Федеративної Республіки з історичним Німецьким Рейхом як "загальною державою", зокрема самої статті 23, яка служила підставою для подальших оголошень приєднання Волькскаммеру.
Згідно з "Двосторонньою угодою плюс чотири" як Федеративна Республіка, так і НДР зобов'язалися, разом з їх об'єднаною надалі єдністю, дотримуватися принципу, згідно з яким їхні спільні кордони до 1990 року становили весь територіум, який може претендувати будь-який уряд Німеччини. Тому вони ствердили, що поза цими кордонами немає інших земель, які були б частиною "цілої Німеччини". Поправки до Основного Закону 1990 року, які були необхідні для об'єднання Німеччини, також явно виключали надання компенсації чи реституції за дії, здійснювані під владою радянської окупації з 1945 по 1949 рік перед створенням Федеративної Республіки і НДР.
Це породило ще одну складну проблему конституційного характеру, оскільки декілька приватних осіб оскаржили конституційність угод про об'єднання, зокрема щодо рівнів компенсації та реституції для осіб, чиє майно було націоналізоване між 1945 та 1949 роками під радянською владою. Позивачі стверджували, що оскільки Федеративна Республіка історично стверджувала, що її суверенітет є продовженням суверенітету колишніх урядів Німецької Рейху, то після 1990 року вона також повинна надавати реституцію на користь власників націоналізованого майна (або їх нащадків) за дії в період, коли німецька суверенна влада була вимкнена. Справи були розглянуті перед Великою Палатою Європейського Суду з прав людини в 2005 році, який послідовно вирішив в пользу дій Федеративної Республіки після 1990 року – відхиливши аргументи, які твердили, що суверенітет Федеративної Республіки зберіг суверенітет незупинного, але пасивного післявоєнного німецького Рейху – оголошуючи, що чотири союзні сили у роки 1945–1949 здійснювали "окупацію sui generis після війни і безумовної капітуляції, яка надала оккупаційним силам повноваження "суверенітету"."
В процесі об'єднання стаття 23 Основного закону була скасована, закриваючи можливість того, що будь-які інші колишні частини Німеччини пізніше можуть оголосити своє приєднання до Федеративної Республіки; а стаття 146 була змінена так, щоб чітко вказувати, що територія нової об'єднаної республіки тоді включала всю Німеччину в цілому; "Цей Основний закон, який, починаючи з досягнення єдності та свободи Німеччини, застосовується до всього німецького народу, припиняє свою дію в той день, коли Конституція, вільно прийнята німецьким народом, набуває чинності." Це було підтверджено в редакції преамбули 1990 року; "Німці ... досягли єдності та свободи Німеччини у вільному самовизначенні. Цей Основний закон застосовується до всього німецького народу."
З 1990 року не має жодного конституційного підґрунтя для підтримки будь-якого майбутнього правового статусу Німеччини і німецького народу за межами об'єднаних територій та населення Східної Німеччини, Західної Німеччини та Берліна.

## Дивись також
- Німецьке питання
- Debellatio
- Окупаційний статут (1949)
- Петерсберзька угода (1949)
- Боннсько-Паризька конвенція (1952, набула чинності в 1955)
- Берлінська угода чотирьох держав (1971)
- Основний договір (1972)
- Договір про остаточне врегулювання щодо Німеччини («Договір два плюс чотири»)

## зовнішні посилання
- BVerfGE 36, 1 – Базовий договір між Сходом і Заходом, рішення Другого сенату на 31. Липень 1973 після судового засідання о 19. Червень 1973, Az. 2 BvF 1/73.